# Луцков, Анатолий Демьянович
Анатолий Демьянович Луцков (род. 23 сентября 1934, Славгород) — российский филолог-африканист, писатель.
Окончил Институт стран Азии и Африки при МГУ по специальности «филолог-африканист» (1967), работал переводчиком в Танзании, был редактором в отделе радиовещания на Южную Африку, преподавал африканские языки в Институте стран Азии и Африки. Кандидат филологических наук (1979), до 2004 г. старший научный сотрудник отдела африканских языков Института языкознания РАН.
Наиболее известен как ведущий российский специалист по языку зулу, автор книги «Основы грамматики языка зулу» (2004) и первого «Зулу-русского словаря» (2014). Занимался также языками свати, тсонга и другими языками Южной Африки.
Опубликовал сборник рассказов «Обыкновенная Африка» (2004) и детективный роман «Однажды в Африке» (2006).